# Tshepo Tshite
Tshepo Tshite (* 5. Januar 1997 in der Gemeinde Rustenburg) ist ein südafrikanischer Leichtathlet, der sich auf den 800-Meter-Lauf spezialisiert hat.

## Sportliche Laufbahn
Tshepo Tshite, der aus einem Dorf in der Gemeinde Rustenburg der Provinz Nordwest stammt, wuchs unter schwierigen Bedingungen auf. Er hatte als Bezugsperson nur eine Schwester, nachdem beide Eltern frühzeitig verstorben waren. In Kontakt mit professionellen Trainingsbedingungen kam er erst spät, nachdem ein Talentscout des Nedbank Running Club in den ländlichen Regionen Südafrikas nach Nachwuchstalenten Ausschau hielt. So wurde Tshite entdeckt und folgte dem Ruf nach Klerksdorp, wo er Teil des Running Clubs wurde. Nach nur wenigen Wochen nahm er an ersten Wettkämpfen über 800 Meter teil. Innerhalb von zwei Monaten verbesserte er seine Zeit um fast fünf Sekunden auf 1:47,11 min. Im Februar 2018 siegte er bei den Meisterschaften des südlichen Afrikas über 800 und 1500 Meter. Einen Monat später gewann er erstmals bei den nationalen Meisterschaften mit neuer Bestleistung von 1:46,04 min. Im August nahm er an den Afrikameisterschaften in Nigeria teil, bei denen er knapp den Einzug in das Finale verpasste.
Im März 2019 lief er persönliche Bestleistung von 1:44,69 min über 800 Meter. Den gesamten Sommer über nahm er an Wettkämpfen auf dem europäischen Kontinent teil, kam aber nicht mehr an die Zeit aus dem März heran. Im August nahm Tshepo Tshite an den Afrikaspielen in Rabat teil. Dabei zog er in das Halbfinale ein, in dem er in 1:49,17 min als Sechster ausschied. Insgesamt landete er auf dem 12. Platz. Einen Monat später nahm er an den Weltmeisterschaften in Doha teil. Auch dort zog er in das Halbfinale ein, in dem er drei Sekunden schneller lief, als im Vergleich zu den Afrikaspielen. Dennoch reichte es nicht für den Einzug in das Finale und am Ende stand der 15. Platz zu Buche. 2020 nahm er das erste Mal an Wettkämpfen in der Halle teil. Dabei startete er in Frankreich und Deutschland. Im Februar lief er dabei in Düsseldorf Hallenbestleistung von 1:47,52 min. 2022 stellte er in 1:44,59 min eine neue 800-Meter-Bestzeit auf und nahm anschließend in den USA an seinen zweiten Weltmeisterschaften teil, wobei er als Sechster seines Vorlaufes vorzeitig ausschied. 2023 startete er im Frühjahr bei den Crosslauf-Weltmeisterschaften im australischen Bathurst, wobei er als Vierter knapp eine Medaille im Einzel verpasste. Später trat er in Budapest wieder bei den Weltmeisterschaften an. Dort zog er zunächst in das Halbfinale ein. Darin blieb er knapp hinter seiner Bestzeit zurück und verpasste als Achter seines Laufes das Finale der besten Zwölf.
2018 wurde Tshepo Tshite südafrikanischer Meister im 800-Meter-Lauf. Zwischen 2021 und 2023 wurde er dreimal in Folge nationaler Meister über 1500 Meter.

## Wichtige Wettbewerbe
| Jahr                  | Veranstaltung         | Ort                   | Platz                 | Disziplin             | Zeit                  |
| Startet für Südafrika | Startet für Südafrika | Startet für Südafrika | Startet für Südafrika | Startet für Südafrika | Startet für Südafrika |
| --------------------- | --------------------- | --------------------- | --------------------- | --------------------- | --------------------- |
| 2018                  | Afrikameisterschaften | Asaba                 | 9.                    | 800 m                 | 1:48,17 min           |
| 2019                  | Afrikaspiele          | Rabat                 | 12.                   | 800 m                 | 1:49,17 min           |
| 2019                  | Weltmeisterschaften   | Doha                  | 15.                   | 800 m                 | 1:46,08 min           |
| 2022                  | Weltmeisterschaften   | Eugene                | 34.                   | 800 m                 | 1:47,61 min           |
| 2023                  | Weltmeisterschaften   | Bathurst              | 4.                    | Einzel                | 23:50 min             |
| 2023                  | Weltmeisterschaften   | Budapest              | 13.                   | 1500 m                | 3:32,98 min           |

## Persönliche Bestleistungen
Freiluft
- 400 m: 47,75 s, 2. März 2022, Pretoria
- 800 m: 1:44,59 min, 3. Juni 2022, Bydgoszcz
- 1500 m: 3:32,68 min, 18. Juni 2023, Tomblaine

Halle
- 800 m: 1:47,52 min, 4. Februar 2020, Düsseldorf
- 1500 m: 3:35,06 min, 6. Februar 2024, Toruń
- Meilenlauf: 3:54,56 min, 28. Januar 2024, Val-de-Reuil